# Pondok Kaso Tonggoh
Pondok Kaso Tonggoh is een bestuurslaag in het regentschap Sukabumi van de provincie West-Java, Indonesië. Pondok Kaso Tonggoh telt 6992 inwoners (volkstelling 2010).